# نظم اجتماعی
نظم اجتماعی (به انگلیسی: Social order) یعنی حالتی که در آن مردم یک جامعه براساس قوانین، هنجارها و ارزش‌های پذیرفته‌شده زندگی می‌کنند و رفتارهایشان به‌گونه‌ای هماهنگ و قابل پیش‌بینی است. وقتی نظم اجتماعی وجود دارد، افراد می‌دانند که چه رفتار یا روندهایی درست یا نادرست است، چه انتظاری از یکدیگر دارند و چگونه باید با هم تعامل کنند تا زندگی روزمره بدون هرج‌ومرج و تنش پیش برود. این نظم می‌تواند از راه قانون، فرهنگ، سنت یا حتی توافق نانوشته میان مردم برقرار شود و باعث می‌شود که جامعه پایدار بماند و افراد بتوانند در امنیت و همکاری زندگی کنند.
نظم اجتماعی به دو معنا قابل استفاده است: در معنای اول، به نظام خاصی از ساختار اجتماعی و نهادها اشاره دارد. نمونه آن نظم اجتماعی باستانی، فئودالی و سرمایه‌داری است. در معنای دوم، نظم اجتماعی در تقابل با هرج و مرج یا بی‌نظمی اجتماعی است و به وضعیت باثبات جامعه گفته می‌شود که در آن ساختار اجتماعی موجود توسط اعضای آن پذیرفته و حفظ می‌شود. مسئله نظم یا مسئله هابزی که در بسیاری از علوم مثل جامعه‌شناسی، علوم سیاسی و فلسفه سیاسی است، این پرسش است که اصلاً چگونه و چرا نظم‌های اجتماعی وجود دارد.

## جامعه‌شناسی
توماس هابز به عنوان نخستین کسی شناخته می‌شود که به وضوح مسئله را صورت‌بندی و برای پاسخ به آن مفهوم قرارداد اجتماعی را وضع نمود. نظریه‌پردازان اجتماعی (مانند کارل مارکس، امیل دورکیم، تالکوت پارسونز و یورگن هابرماس) توضیحات متفاوتی برای نظم اجتماعی ارائه کرده‌اند تا بگویند شمول و مبنای واقعی آن چیست.
- برای مارکس، نظم اجتماعی، روابط تولید یا ساختار اقتصادی است که اساس نظم اجتماعی است.
- برای دورکیم، نظم اجتماعی، مجموعه‌ای از هنجارهای اجتماعی مشترک است.
- از نظر پارسونز، مجموعه‌ای از نهادهای اجتماعی است که الگوی کنش‌محوری را تنظیم می‌کنند که باز هم بر چارچوبی از ارزش‌های فرهنگی مبتنی هستند.
- برای هابرماس، نظم اجتماعی، همه اینها و همچنین کنش ارتباطی است.

## اصل گستردگی
یکی دیگر از عوامل کلیدی در مورد نظم اجتماعی، اصل گستردگی است. این اصل بیان می‌کند هر چه تعداد و اهمیت هنجارهای یک جامعه بیشتر و بالاتر باشند، پیوند اعضا گروه به عنوان یک کل بیشتر می‌شود. نمونه بارز این موضوع، ادیان کوچکتر مانند آمیشهای مستقر در ایالات متحده است. بسیاری از آمیش‌ها با هم در جوامع زندگی می‌کنند و از آنجایی که آنها دارای دین و ارزش‌های یکسانی هستند، حفظ دین و دیدگاه‌ها آسان‌تر و موفقیت‌آمیزتر است زیرا شیوه زندگی آنها برای جامعه آنان هنجار است.

## گروه‌ها و شبکه‌ها
در هر جامعه‌ای، مردم به گروه‌هایی مانند مشاغل، خانواده‌ها، کلیساها، گروه‌های ورزشی یا محله‌ها تعلق دارند. ساختار درونی این گروه‌ها بیانگر ساختار کل جامعه است.  شبکه‌ها و پیوندهایی بین گروه‌ها و همچنین درون هر یک از گروه‌ها وجود دارد که نظم اجتماعی را ایجاد می‌کند. برخی از افراد به بیش از یک گروه تعلق دارند و این گاهی می‌تواند باعث تضاد شود. فرد ممکن است با موقعیتی مواجه شود که در آن باید یک گروه را بر گروه دیگر ترجیح دهد. بسیاری از کسانی که این گروه‌ها را مورد مطالعه قرار داده‌اند، بر این باورند که برای تقویت جامعه به عنوان یک کل و ارتقای بالندگی در هر گروه، لازم است بین گروه‌ها پیوند وجود داشته باشد. برخی دیگر بر این باورند که بهتر است پیوندهای قوی‌تری با یک گروه داشته باشیم تا بتوان هنجارها و ارزشهای اجتماعی را تقویت کرد.

## گروه‌های منزلت
گروه‌های منزلت را می‌توان بر اساس ویژگی‌های فرد مانند نژاد، قومیت، گرایش جنسی، دین، کاست، منطقه، اشتغال، جذابیت جسمانی، جنسیت، تحصیلات، سن، و غیره مشخص نمود. آنها به عنوان خرده فرهنگ دارای رتبه (یا منزلت) نسبتاً خاص در نظام طبقه‌بندی تعریف می‌شوند. به این معنا که جوامع تمایل دارند سلسله مراتبی از گروه‌های منزلتی را دربرگیرند که برخی از رتبه‌های بالا و برخی پایین برخوردارند. یکی از نمونه‌های این سلسله مراتب، اعتبار یک معلم مدرسه در مقایسه با رفتگر است.
یک سبک زندگی خاص معمولاً اعضای گروه‌های منزلتی مختلف را متمایز می‌کند. برای مثال، در حوالی تعطیلات، یک خانواده یهودی ممکن است هانوکا را جشن بگیرند در حالی که یک خانواده مسیحی ممکن است کریسمس را جشن بگیرند. سایر تفاوت‌های فرهنگی مانند زبان و آیین‌های فرهنگی اعضای گروه‌های منزلتی مختلف را شناسایی می‌کنند.
گروه‌های کوچکتر در داخل یک گروه منزلت وجود دارند. به عنوان مثال، فرد می‌تواند به یک گروه منزلت بر اساس نژاد خود و یک طبقه اجتماعی بر اساس رتبه‌بندی مالی تعلق داشته باشد. این ممکن است باعث ایجاد نزاع برای فرد در این منزلت شود، زمانی که او احساس می‌کند باید طرفدار گروه منزلت یا طبقه اجتماعی خود باشد. به عنوان مثال، یک مرد آفریقایی-آمریکایی ثروتمند که احساس می‌کند باید در مورد موضوعی که نظرات مردم آفریقایی-آمریکایی فقیر و آمریکایی‌های سفیدپوست ثروتمند تقسیم شده‌است، طرفی بگیرد و گروه طبقه و منزلت خود را مخالف می‌بیند.

## ارزش‌ها و هنجارها
ارزش‌ها را می‌توان به عنوان «معیارهای داخلی ارزیابی» تعریف کرد. ارزش‌ها به دو دسته تقسیم می‌شوند: ۱. ارزش‌های فردی که مربوط به چیزی است که فکر می‌کنیم ارزش دارد. ۲. ارزش‌های اجتماعی که خواسته‌های ما هستند و بر اساس اصول اخلاقی یا گروهی اصلاح می‌شوند که با آنها ارتباط داریم: دوستان، خانواده یا همکاران. هنجارها به ما می‌گویند افراد در یک موقعیت معین چه کاری باید انجام دهند. برخلاف ارزش‌ها، هنجارها در بیرون یا خارج از خود اعمال می‌شوند. جامعه به عنوان یک کل، هنجارها را تعیین می‌کند و می‌توان آنها را از نسلی به نسل دیگر منتقل کرد.

## قدرت و اقتدار
یک استثنا از ایده ارزش‌ها و هنجارها به عنوان حافظان نظم اجتماعی، رفتار انحرافی است. همه افراد یک جامعه همیشه از مجموعه‌ای از ارزش‌های فردی یا هنجارهای گروه پیروی نمی‌کنند. به همین دلیل عموماً داشتن اقتدار برای یک جامعه ضروری تلقی می‌شود. مخالفان باورمندند نیاز به اقتدار ناشی از نابرابری اجتماعی است. در یک جامعه طبقاتی، کسانی که دارای مناصب قدرت و اقتدار هستند جزو طبقه بالا بشمار می‌آیند. هنجارها برای هر طبقه متفاوت است زیرا اعضای هر طبقه به‌طور متفاوتی بزرگ شده‌اند و مجموعه مقادیر متفاوتی دارند؛ بنابراین، زمانی که قوانین و قواعدی وضع می‌شود که با ارزش‌های هر دو طبقه مطابقت ندارد، می‌تواند بین طبقه بالا و طبقه پایین تنش ایجاد شود.

## نظم خودبه‌خودی
این نظم لزوماً نیازی به کنترل دولت ندارد. افرادی که به دنبال منافع شخصی خود هستند می‌توانند نظام‌های قابل پیش‌بینی بسازند. این نظام‌ها که توسط بیش از یک نفر برنامه‌ریزی می‌شوند، بر نظام‌هایی که توسط یک فرد برنامه‌ریزی می‌شوند ارجحیت دارند. این بدان معناست که امکان پیش‌بینی بدون کنترل دولت مرکزی وجود دارد. این انتظارات پایدار لزوماً منجر به رفتار افراد به روشی نمی‌شود که برای رفاه گروه مفید تلقی می‌شود. با توجه به این موضوع، توماس شلینگ جداسازی نژادی محله را مورد مطالعه قرار داد. یافته‌های او نشان می‌دهد تعامل می‌تواند قابل پیش‌بینی باشد ولی همیشه نظم اجتماعی را افزایش نمی‌دهد. او در پژوهش‌هایش دریافت «هنگامی که همه افراد ترجیحات خود را دنبال می‌کنند، نتیجه تفرقه به جای یکپارچگی است» همان‌طور که در «نظریه‌های نظم اجتماعی»، ویرایش شده توسط مایکل هچتر و کریستین هورنای بیان شده‌است.

## افتخار اجتماعی
شرافت اجتماعی را می‌توان به عنوان موقعیت اجتماعی نیز نامید. توزیع اعتبار یا «تأیید، احترام، تحسین یا احترامی است که یک شخص یا گروهی می‌تواند به واسطه ویژگی‌ها یا کارکردهای تلقی شده خود فرمان دهد» تلقی می‌شود. اغلب مردم شرافت اجتماعی را با جایگاهی مرتبط می‌دانند که شخص با نظام‌های مادی ثروت و قدرت اشغال می‌کند. از آنجایی که بیشتر افراد جامعه ثروت و قدرت را مطلوب می‌دانند، به افرادی که بیش از آنها دارند احترام می‌گذارند یا به آنها حسادت می‌کنند. وقتی از شرافت اجتماعی به عنوان موقعیت اجتماعی یاد می‌شود، با رتبه یک فرد در نظام قشربندی سروکار دارد. می‌توان به مقام دست یافت یعنی زمانی که یک مقام شخصی بر اساس شایستگی یا با موفقیت و تلاش زیاد به دست بیاید یا بتوان آن را به کسی نسبت داد یعنی موقعیتی که به دلیل ویژگی‌های خاص خارج از کنترل افراد مانند نژاد، جنس یا موقعیت اجتماعی والدین بدون توجه به شایستگی به افراد یا گروه‌هایی اختصاص داده شود. نمونه ای از وضعیت نسبت داده شده کیت میدلتون است که با یک شاهزاده ازدواج کرد. نمونه ای از موقعیت به دست آمده، اپرا وینفری، یک زن آفریقایی-آمریکایی از فقر است که راه خود را به میلیاردر شدن رساند.

## دستیابی
دو نظریه متفاوت وجود دارد که نظم اجتماعی را توضیح داده و سعی در تشریح آن دارد:
- نظریه اول این است که نظم ناشی از تعداد زیادی تصمیم مستقل برای انتقال حقوق و آزادی‌های فردی به یک دولت اجباری در ازای تضمین امنیت برای افراد و اموال آنها و همچنین ایجاد مکانیسم‌هایی برای حل و فصل اختلافات است. نظریه‌های نظم اجتماعی توسط هچتر و هورنای بیان شده‌است.
- نظریه دوم این است که منبع نهایی نظم اجتماعی نه در کنترل‌های بیرونی بلکه در تطابق ارزش‌ها و هنجارهای خاصی است که افراد به نحوی موفق به درونی کردن آنها شده‌اند. این نظریه‌های نظم اجتماعی هم توسط هچتر و هورنای ارائه گردیده‌است.

هر دو استدلال ذکرشده برای چگونگی دستیابی به نظم اجتماعی، بسیار با یکدیگر متفاوت هستند: یکی استدلال می‌کند نظم از طریق نفوذ و کنترل بیرونی به دست می‌آید ولی دیگری استدلال می‌کند تنها زمانی می‌توان به نظم دست یافت که فرد با میل خودش از هنجارها و ارزش‌هایی پیروی کند که به آنها عادت و درونی کرده‌است. تأکید ماکس وبر بر اهمیت سلطه و نظام‌های نمادین در زندگی اجتماعی توسط پیر بوردیو حفظ شد که ایده نظم‌های اجتماعی را توسعه داد و در نهایت آن را به نظریه میدانها تبدیل کرد.

## مطالعه بیشتر
- هچتر, مایکل; هورنای, کریستین (2003). نظریه‌های نظم اجتماعی: یک خواننده. انتشارات دانشگاه استنفورد. ISBN 9780804746113.
- هابز، توماس: لویاتان یا موضوع، شکل و قدرت یک ثروت مشترک کلیسایی و مدنی.
- استارک, رادنی (2006). جامعه‌شناسی (10th ed.). سی‌انگیج. ISBN 978-0495093442.
- وبر, ماکس (1968). اقتصاد و جامعه.